# عکس سر
عکس سر یا هد شات (به انگلیسی: Head shot) یک فن عکاسی است که فوکوس عکس در آن روی سر یک فرد است. یک عکس سر نوع خاصی از عکس پرتره است. این نوع عکس تصویری ست که یک فرد را همان طور که هست نشان می‌دهد، با وجود اینکه ممکن است ساده یا دارای فرم باشد. یک عکس پرتره محیطی در تضاد با عکس سر، یک فرد را به همراه عناصر حیاتی‌اش چون کار او، علایق اش و ... نشان می‌دهد.

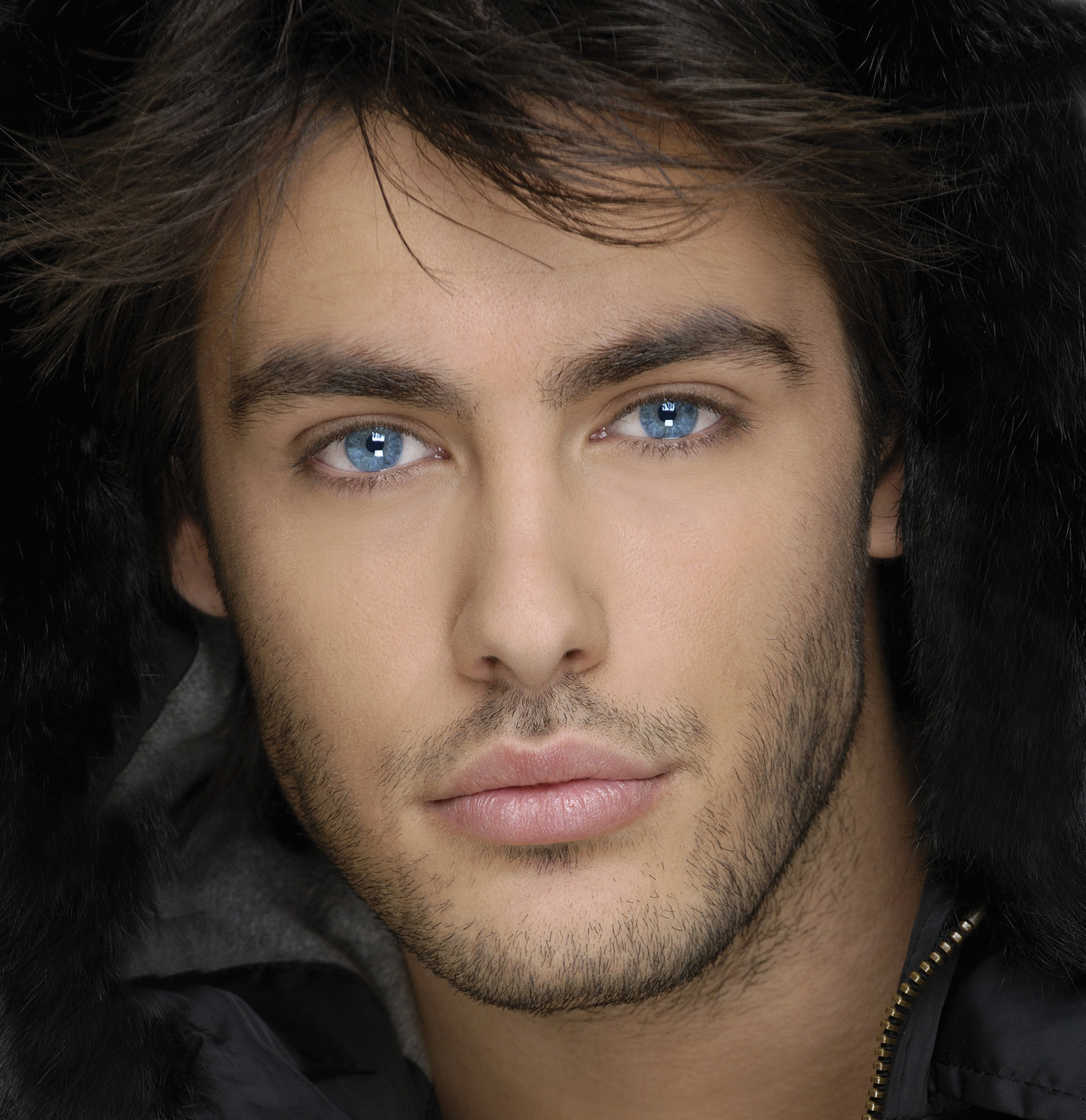
عکس سر کاستاس مارتاکیس خواننده، که بر نسخه ویژه بازنشر جلد آلبوم اش آناتروپی استفاده شده است.

## صنعت سرگرمی
هنرمندان فیلم و سینما و موسیقی اغلب برای تقاضای شغل در رزومه‌شان باید یک عکس سر را در آن بگذارند. این عکسها معمولاً هنری هستند و تلاش دارند موضوع را به بهترین وجه نمایش دهند.